# Bun Island
Bun Island är en ö i Kanada.   Den ligger i territoriet Nunavut, i den östra delen av landet, 1 300 km norr om huvudstaden Ottawa. Den ligger i ögruppen Bakers Dozen Island mellan öarna Loaf Island och Cake Island.